# Comté de Schaumbourg
Ne doit pas être confondu avec Bailliage de Schambourg.
Pour les articles homonymes, voir Schaumburg.
1106–1640
Entités précédentes :
- Duché de Saxe

Entités suivantes :
- Schaumbourg-Lippe
- Hesse-Cassel

Le comté de Schaumbourg (en allemand : Grafschaft Schaumburg) ou Schauenbourg est un ancien État du Saint-Empire romain s'étendant autour du château de Schaumbourg sur la Weser, entre les comtés de Lippe et de Ravensberg et les principautés de Calenberg et de Minden. Il correspond essentiellement à l'actuel arrondissement de Schaumbourg, en Basse-Saxe.

## Historique

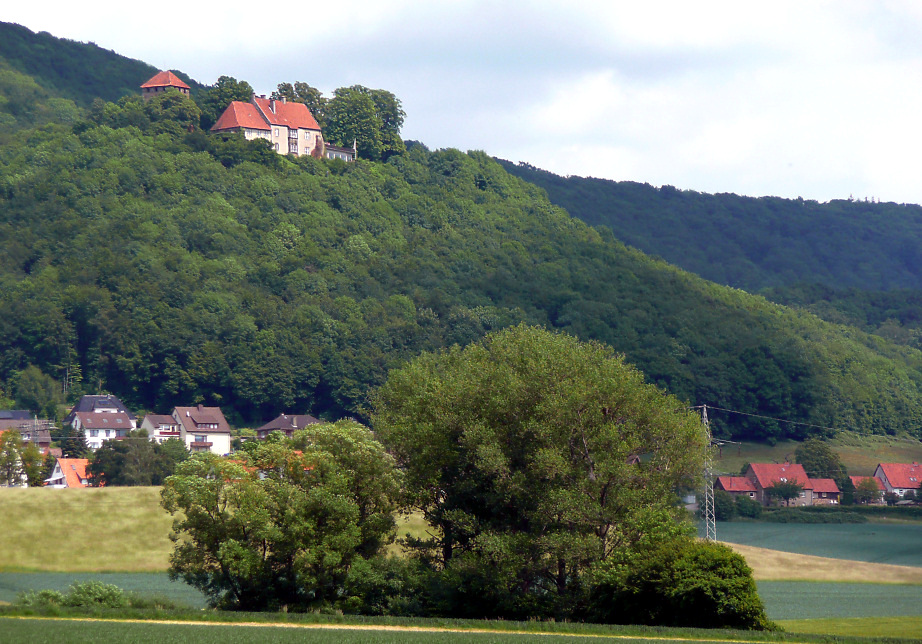
Château de Schaumbourg.

Le comté est formé au début du XIIe siècle, en 1106, par Adolphe de Sandersleben qui reçoit peu après le comté de Holstein des mains de son suzerain Lothaire de Supplinbourg, duc de Saxe. À partir de 1261, la maison de Schauenbourg se divise en plusieurs lignes, et le comté finit par échoir en 1290 à la branche de Schauenbourg-Pinneberg. Le comte Ernest de Schaumbourg (mort en 1622) reçoit en 1619 le titre d'un prince du Saint-Empire.
En 1640 à la mort de Otto VI de Schaumbourg, faute d'héritiers en ligne masculine, le comté fut partagé :
- trois bailliages furent incorporés à la principauté de Lunebourg par les ducs de Brunswick,
- Bückeburg et Stadthagen restèrent indépendants et formèrent pour son oncle maternel et cousin Philippe Ier de Lippe le comté de Schaumbourg-Lippe,
- les trois cinquièmes du reste, qui conservèrent le nom de « comté de Schaumbourg » (Grafschaft Schaumburg), passèrent au landgraviat de Hesse-Cassel et furent gouvernés en union personnelle.

## Articles liés
- Liste des comtes de Holstein-Schaumbourg
- Principauté de Schaumbourg-Lippe